# Munnopsis longiremus
Munnopsis longiremus är en kräftdjursart som beskrevs av Richardson1912. Munnopsis longiremus ingår i släktet Munnopsis och familjen Munnopsidae. Inga underarter finns listade i Catalogue of Life.